# Wittgenstein (película)
Wittgenstein es una película de 1993 del director Derek Jarman. Se basa libremente en la vida del filósofo, así como en su pensamiento filosófico. El Wittgenstein adulto es interpretado por Karl Johnson.
El guion original pertenece al crítico literario Terry Eagleton. Jarman reescribió intensamente el guion durante la preproducción y el rodaje, alterando radicalmente el estilo y la estructura, aunque conservando gran parte de los diálogos propuestos por Eagleton. La historia no se desarrolla en un ambiente tradicional sino más bien contra un fondo negro, lo que acerca el resultado de la cinta al teatro.

## Reparto
- Clancy Chassay (joven Wittgenstein)
- Karl Johnson (Wittgenstein adulto)
- Nabil Shaban (marciano)
- Michael Gough (Bertrand Russell)
- Tilda Swinton (Lady Ottoline Morrell)
- John Quentin (Maynard Keynes)
- Kevin Collins (Johnny)
- Lynn Seymour (Lydia Lopokova)

## Guion
Eagleton Terry. The Terry Eagleton Script, The Derek Jarman Film. British Film Institute, Londres, 1993. ISBN 0-85170-396-8. ISBN 0-85170-397-6.

## Premios
- Teddy Award a la mejor película de 1993.